# Chicoloapan de Juárez
Chicoloapan de Juárez è una città del Messico, situata nello stato federato del Messico.